# The Complete Giuni
The Complete Giuni è una raccolta di Giuni Russo pubblicata nel 2007 su etichetta RadioFandango.

## Descrizione
The Complete Giuni si compone di tre volumi che contengono un'ampia selezione della produzione discografica di Giuni Russo. Nelle intenzioni della produttrice Maria Antonietta Sisini, il progetto nasce per illustrare compiutamente il genere, la forma, ed il carattere musicale di Giuni Russo.
La raccolta ripercorre l'intera carriera dell'artista, dalle prime registrazioni datate 1968 all'ultimo lavoro inciso nel 2004, alternando i suoi più grandi successi a brani meno noti, alcuni del tutto inediti su CD.
La prima presentazione alla stampa è avvenuta ad Alghero, città alla quale Giuni Russo dedicò l'omonima hit nell'estate 1986.
Il booklet interno é curato da Antonio Mocciola.

## Tracce

### CD 1 - 1994/2004
1. Morirò d'amore (2003)
2. La Sua Figura (1994 - rmx 2007)
3. Una Rosa è Una Rosa (2003)
4. Amore intenso (2003)
5. Mezzogiorno (versione demo 2003)
6. Se Fossi più Simpatica Sarei meno Antipatica (1994)
7. Nada Te Turbe (live 2002)
8. O vos omnes (live 2002)
9. Io Nulla (live 2002)
10. Vieni (versione demo 2003)
11. Oceano d'Amore (1994)
12. La Sposa (1994 - rmx 2007)
13. Moro Perché Non Moro (2003 - rmx 2007)
14. Il vento Folle (1994)
15. Gabbiano (1997)
16. 'A chiù bella  (2004)
17. Bonus Track: Strade Parallele (Aria Siciliana) (1994 - versione 2006)

### CD 2 - 1984/1992
1. Diva Divina (Reg. Originale 10/1986 Mono Tv)
2. Mediterranea (1984)
3. Limonata Cha Cha (1984)
4. Le Contrade di Madrid (1984)
5. Alghero (1986)
6. Babilonia (1986) Inedito su CD
7. Amore Speciale (versione demo 2003)
8. Malinconia (Ninfa Gentile) (1988 - rmx 2007)
9. Il Carmelo di Echt (versione studio 1990) Inedito su CD
10. I Ragazzi del Sole (1986)
11. Illusione (1986 - rmx 2007)
12. La Zingara (1988 - rmx 2005)
13. Demential Song (1984) Inedito su CD
14. Alla Spiaggia dell'amore (1992)
15. Una la Verità (1992 - versione demo 2003)
16. Adrenalina (1987 - rmx 2007)

### CD 3 - 1968/1983
1. Una Vipera Sarò (1981 - version 2007)
2. Un'estate al mare (1982)
3. L'Addio (1981)
4. Good Good - Bye (1982 - version 1997)
5. Crisi Metropolitana (1981)
6. Lettera al Governatore della Libia (1981)
7. Buenos Aires (1983)
8. Sere d'Agosto (1983)
9. Atmosfera (1981)
10. Il Sole di Austerlitz (1981 - live 2003)
11. Soli Noi (1978) Inedito su CD
12. American Man (1979)
13. Love Is A Woman (1975 - version 2006)
14. Milk Of Paradise (1975) Junie Russo inedito su CD
15. Fumo negli occhi (Smoke in your eyes) (1968) Giusy Romeo inedito su CD
16. No Amore (1968) Giusy Romeo inedito su CD

## Formazione
- Giuni Russo – voce
- Les Chappell – chitarra
- Stefano Medioli – pianoforte, programmazione
- Corrado Medioli – fisarmonica, tastiera
- Michele Fedrigotti – pianoforte
- Massimo Faggioni – programmazione
- Davide Ferrario – chitarra
- Roberto Cacciapaglia – pianoforte
- Raffaele Stefani – chitarra
- Maurizio Parafioriti – programmazione addizionale
- Marco Remondini – violoncello, sassofono soprano

## Andamento nella classifica italiana dei CD
| Settimana | 01 | 02 | 03 |
| Posizione | 88 | 79 | 94 |